# Chaguanas
Chaguanas je najveći trinidadtobaški grad koji ima 83.516 stanovnika (2011.). 
Smješten je u središnjem dijelu otoka Trinidada, 18 kilometara južno od glavnog grada Port of Spaina. Prvotni razvoj grad duguje rafineriji šećera i blizini grada Couva. Do početka 1980-ih Chaguanas je bio mali grad kada počinje njegov brži razvoj.

## Gradovi prijatelji
- Lauderhill, Florida; SAD[3]